# V (スポックス・ビアードのアルバム)
『V』（ファイヴ）は、アメリカ合衆国のプログレッシブ・ロック・バンド、スポックス・ビアードが2000年に発表した5作目のスタジオ・アルバム。

## 背景
「ソーツ（パートII）」は、バンドのセカンド・アルバム『ビウェア・オブ・ダークネス』（1996年）収録曲の続編に当たる。6つのパートに分かれた組曲「ザ・グレイト・ナッシング」は、ニール・モーズの自伝的な内容で、モーズは1997年よりこの曲の作曲に着手し、歌詞に関して「鬱状態になった後、音楽の力で立ち直ったミュージシャンの視点で書かれた」と説明している。

## 反響・評価
ドイツのアルバム・チャートでは2週トップ100入りして最高37位を記録し、バンドにとって初めて、同国でチャート入りを果たした。ジョセフ・R・スコッティはオールミュージックにおいて5点満点中4点を付け「彼らのキャリアにおける頂点」「売れ線を狙った瞬間もあるが、天才的な技巧も持ち込まれ、最終的には精巧に作られた作品として印象に残る」と評している。

## 収録曲
特記なき楽曲はニール・モーズ作。
1. アット・ジ・エンド・オヴ・ザ・デイ "At the End of the Day" - 16:28
2. レヴェレイション "Revelation" (Neal Morse, Alan Morse, Ryo Okumoto, Nick D'Virgilio) - 6:05
3. ソーツ（パートII） "Thoughts (Part II)" (N. Morse, A. Morse) - 4:39
4. オール・オン・ア・サンデイ "All on a Sunday" - 4:04
5. グッドバイ・トゥ・イエスタデイ "Goodbye to Yesterday" - 4:39
6. ザ・グレイト・ナッシング "The Great Nothing" - 27:01
  - I:フロム・ノーウェア "From Nowhere"
  - II:ワン・ノート "One Note"
  - III:カム・アップ・ブレッシング "Come Up Breathing"
  - IV:サブメージド "Submerged"
  - V:ミスト・ユア・コーリング "Missed Your Calling"
  - VI:ザ・グレイト・ナッシング "The Great Nothing"

## 参加ミュージシャン
- ニール・モーズ - ボーカル、ピアノ、シンセサイザー、アコースティック・ギター
- アラン・モーズ - エレクトリック・ギター、チェロ、バッキング・ボーカル
- 奥本亮 - ハモンドオルガン、メロトロン
- デイヴ・メロス - ベース、フレンチホルン、バッキング・ボーカル
- ニック・ディヴァージリオ - ドラムス、パーカッション、バッキング・ボーカル

アディショナル・ミュージシャン
- クリス・カーマイケル - ヴァイオリン、ヴィオラ、チェロ
- ケイティ・ヘイガン - フレンチホルン
- キャシー・アン・ロード - イングリッシュホルン
- ジョーイ・ピピン - トランペット